# Aiguille des Sasses
Aiguille des Sasses är en bergstopp i Schweiz. Den ligger i distriktet Entremont och kantonen Valais, i den sydvästra delen av landet, 120 km söder om huvudstaden Bern. Toppen på Aiguille des Sasses är 3 014 meter över havet.